# Horní Suchá
Horní Suchá (in polacco Sucha Górna, in tedesco Obersuchau) è un comune della Repubblica Ceca facente parte del distretto di Karviná, nella regione della Moravia-Slesia.